# Meridià 179 a l'oest
El meridià 179 a l'oest de Greenwich és una línia de longitud que s'estén des del pol Nord travessant l'oceà Àrtic, Àsia, l'oceà Pacífic, Oceania, l'oceà Antàrtic, i l'Antàrtida fins al pol Sud.
El meridià 179 a l'oest forma un cercle màxim amb el meridià 1 a l'est. Com tots els altres meridians, la seva longitud correspon a una semicircumferència terrestre, uns 20.003,932 km. Al nivell de l'Equador, és a una distància del meridià de Greenwich de 19.926 km.

## De Pol a Pol
Començant en el pol Nord i dirigint-se cap al pol Sud, aquest meridià travessa:
| Coordenades                               | País, territori o mar | Notes |
| ----------------------------------------- | --------------------- | --- |
| 90° 0′ N, 179° 0′ O / 90.000°N,179.000°O  | Oceà Àrtic            | |
| 71° 36′ N, 179° 0′ O / 71.600°N,179.000°O | Rússia                | Districte autònom de Txukotka — Illa de Wrangel |
| 70° 55′ N, 179° 0′ O / 70.917°N,179.000°O | Mar dels Txuktxis     | |
| 68° 47′ N, 179° 0′ O / 68.783°N,179.000°O | Rússia                | Districte autònom de Txukotka |
| 66° 10′ N, 179° 0′ O / 66.167°N,179.000°O | Mar de Bering         | Passa a l'oest de l'illa Gareloi, Alaska, Estats Units (a 51° 47′ N, 178° 52′ O / 51.783°N,178.867°O) · Passa a l'est de l'illa Unalga, Alaska, Estats Units (at 51° 35′ N, 179° 1′ O / 51.583°N,179.017°O) · Passa a l'oest de l'illa Kavalga, Alaska, Estats Units (a 51° 34′ N, 178° 51′ O / 51.567°N,178.850°O) · Passa a l'oest de l'illa Ulak, Alaska, Estats Units (a 51° 22′ N, 178° 59′ O / 51.367°N,178.983°O) · Passa a l'est de l'illa Amatignak, Alaska, Estats Units (a 51° 15′ N, 179° 3′ O / 51.250°N,179.050°O) |
| 51° 17′ N, 179° 0′ O / 51.283°N,179.000°O | Oceà Pacífic          | Passa a l'est de l'illa de Qelelevu, Fiji (a 16° 5′ S, 179° 9′ O / 16.083°S,179.150°O) |
| 17° 10′ S, 179° 0′ O / 17.167°S,179.000°O | Fiji                  | Illa de Vanua Balavu |
| 17° 12′ S, 179° 0′ O / 17.200°S,179.000°O | Oceà Pacífic          | Passa a l'est de l'illa de Mago, Fiji (a 17° 27′ S, 179° 8′ O / 17.450°S,179.133°O) · Passa a l'oest de l'illa de Tuvuca, Fiji (a 17° 40′ S, 178° 50′ O / 17.667°S,178.833°O) · Passa a l'est de l'illa de Nayau, Fiji (a 18° 0′ S, 179° 2′ O / 18.000°S,179.033°O) · Passa a l'oest de l'illa de Lakeba, Fiji (a 18° 12′ S, 178° 50′ O / 18.200°S,178.833°O) · Passa a l'oest de l'illa de Vuaqava, Fiji (a 18° 53′ S, 178° 55′ O / 18.883°S,178.917°O) · Passa a l'oest de l'illa de Kabara, Fiji (a 18° 57′ S, 178° 59′ O / 18.950°S,178.983°O) · Passa a l'oest de l'illa d'Ono-i-Lau, Fiji (a 20° 39′ S, 178° 44′ O / 20.650°S,178.733°O) |
| 60° 0′ S, 179° 0′ O / 60.000°S,179.000°O  | Oceà Antàrtic         | |
| 78° 19′ S, 179° 0′ O / 78.317°S,179.000°O | Antàrtida             | Dependència de Ross, reclamat per Nova Zelanda |